# Glurns
Glurns (wł. Glorenza) – miejscowość i gmina we Włoszech, w regionie Trydent-Górna Adyga, w prowincji Bolzano.
Liczba mieszkańców gminy wynosiła 871 (dane z roku 2009). Język niemiecki jest językiem ojczystym dla 96,51%, włoski dla 3,37%, a ladyński dla 0,12% mieszkańców (2001).